# Bispingowie herbu własnego

## Pochodzenie rodziny i herb

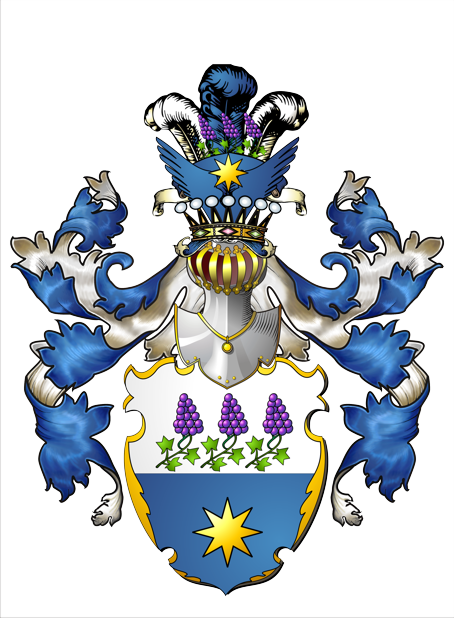
herb Biszpink, wersja według Adama Bonieckiego

Ród ten występował pod wieloma obocznościami nazwiska – Biszpink, Bisping, Bispink oraz Bisping z przydomkiem von Gallen. Według herbarza Seweryna Uruskiego była to rodzina westfalsko-niemiecka, pisząca się pierwotnie von Gallen Bisping. Mieli wówczas posługiwać się herbem Sternberg a ich gniazdem rodowym był zamek Haus Bisping leżacy nieopodal Münster. Według herbarza Adama Bonieckiego rodzina Bispingów posiadała przywilej cesarza Rudolfa II z 1609 r. poświadczający, że piastowali różne urzędy w Nadrenii. W XVI wieku ród rozdzielił się na trzy osobne gałęzie: niemiecką, inflancką i polsko-litewską. Według przywileju z 1609 posiadali oni herb własny Biszpink którego opis jest następujący: na tarczy w połowie ściętej, w dolnym polu błękitnym, gwiazda ośmio- promienna złota, w górnym białym trzy winne grona, każde z nich ozdobione trzema zielonymi liśćmi; w szczycie hełmu ozdobionego piórami strusimi, w pośrodku błękitnym, a z boków białymi, na których skręcona wstęga tychże kolorów, dwa skrzydła błękitne, w pośrodku których nad wstęgą trzy winne grona, a pod nią gwiazda, jak na tarczy.

## Linia polsko-litewska
Założycielem linii polsko-litewskiej był pochodzący z Inflant rotmistrz króla Stefana Batorego Jan Bisping. który w 1583 r. uzyskał nadanie mu szlachectwa polskiego (herb własny Biszpink). Po ożenku z Katarzyną z Szaniawskich osiedlił się on w powiecie starodubowskim w województwie smoleńskim. Jego synowie Jan i Tomasz zapoczątkowali dwie gałęzie rodu Bispingów posiadających liczne majętności w województwie smoleńskim otrzymane od króla Władysława IV Wazy. W zamian byli zobowiązani do obrony twierdzy w Starodubiu. Po zawarciu w 1686 r. „pokoju wieczystego” przez Krzysztofa Grzymułtowskiego tereny te przeszły we władanie państwa moskiewskiego, zaś Bispingowie przenieśli się do Rzeczypospolitej, osiedlając się głównie w województwie mińskim i nowogrodzkim. Członkowie rodziny Bispingów mieszkający tu aż do końca XVIII w. używali tytularnych godności związanych z powiatem starodubowskim (m.in. miecznika, wojskiego, marszałka, kasztelana). Uczestniczyli w życiu politycznym, biorąc udział m.in. w elekcji Jana III Sobieskiego, Augusta II, Augusta III i Stanisława Augusta Poniatowskiego.
Na terenie byłego powiatu wołkowyskiego, Bispingowie osiedlili się w końcu XVIII wieku, należały wówczas do nich majątki leżące na terenie tego powiatu: Werejki, Konna, Wiszniówka, Janowszczyzna, Sedełniki, Monciaki, Strubnica, Hołowczyce i Kuzmicze. Spośród tego licznego grona przedstawicieli rodu wyróżnił się szczególnie żyjący na przełomie XVIII i XIX stulecia Jan Tadeusz Bisping (1741-1822) syn marszałka starodubowskiego Bolesława i Rozalii z Adamowiczów i właściciel rozległych majątków na terenie województwa nowogrodzkiego i mińskiego. Ożenił się z Anną z Mikulskich, z którą miał dwóch synów, Piotra (1777-1842) i Adama (1782-1858), oraz dwie córki: Rozalię, późniejszą żonę krajczego litewskiego Józefa Bychowca, i Teklę, która poślubiła Tadeusza Siehenia. Z licznych niegdyś posiadłości w rękach rodziny pozostały w jej rękach wówczas zaledwie dwie: Hołowczyce w których osiadł Piotr i Strubnica należąca do Adama. Piotr nie pozostawił męskiego potomka, natomiast Adam miał syna Kamila, który ostatecznie doprowadził do ruiny finanse rodziny. Zamożność materialną rodziny uratowały w tym czasie córki brata Jana Tadeusza – stolnika starodubowskiego Józefa (zm. 1786) i Teodory z Suchodolskich: Aleksandra Swieczyn (1783-1853)  i Józefa Woyczyńska. Ufundowały one ordynację massalańską dla potomków swego stryjecznego brata Kamila, zatwierdzoną 1 lipca 1853 ukazem cesarza Mikołaja I. Kolejnymi ordynatami byli synowie Kamila Bispinga: Aleksander Bisping (1844-1867), Jan Bisping (1842-1893) i Józef Bisping (1845-1897), którego syn Jan Kamil Bisping (1880-1941) był ostatnim IV ordynatem massalańskim. Drugi jego syn Kazimierz (1887-191) był właścicielem Strubnicy i senatorem II Rzeczypospolitej.